# Auvers-le-Hamon
Auvers-le-Hamon is een gemeente in het Franse departement Sarthe (regio Pays de la Loire). De plaats maakt deel uit van het arrondissement La Flèche. Auvers-le-Hamon telde op 1 januari 2022 1.458 inwoners.

## Geografie
De oppervlakte van Auvers-le-Hamon bedroeg op 1 januari 2022 47,83 vierkante kilometer; de bevolkingsdichtheid was toen 30,5 inwoners per km².

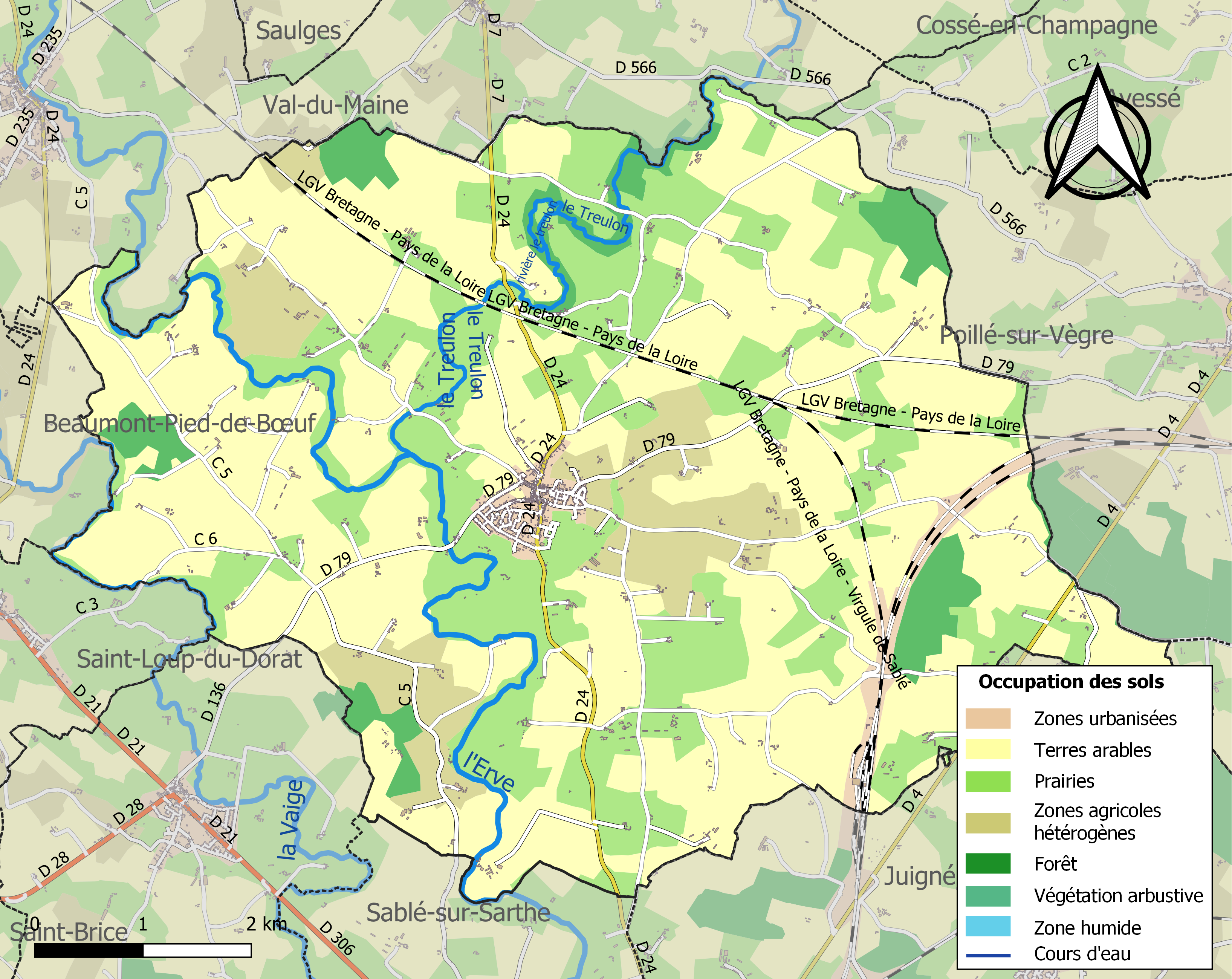
Kaart van de gemeente met de belangrijkste infrastructuur, bodemgebruik en omliggende gemeenten

## Demografie
Onderstaande figuur toont het verloop van het inwonertal (bron: INSEE-tellingen).